# Гуркі-Малі (Сілезьке воєводство)
Гуркі-Малі (пол. Górki Małe) — село в Польщі, у гміні Бренна Цешинського повіту Сілезького воєводства.
Населення — 818 осіб (2011).
У 1975-1998 роках село належало до Бельського воєводства.

## Демографія
Демографічна структура станом на 31 березня 2011 року:
|          | Загалом | Допрацездатний вік | Працездатний вік | Постпрацездатний вік |
| -------- | ------- | ------------------ | ---------------- | -------------------- |
| Чоловіки | 386     | 89                 | 254              | 43                   |
| Жінки    | 432     | 86                 | 252              | 94                   |
| Разом    | 818     | 175                | 506              | 137                  |